# イーストセントルイス
イーストセントルイス（East St. Louis）は、アメリカ合衆国イリノイ州西部、セントクレア郡に位置する都市。ミズーリ州のセントルイスとはミシシッピ川をはさんで対岸に位置する。人口は18,469人（2020年国勢調査）で、2010年の27,006人から8,537人（31.6%）、1950年のピーク時に数えた82,366人からは1/4以下に減少している。
イーストセントルイスはイリノイ州内で最も貧しい都市のひとつである。かつては蒸気船・鉄道・道路の交通の要衝としてセントルイスを支える都市であったが、産業の衰退と歴代市長の相次ぐ失政により失業が増加、人口が減り続け、治安が著しく悪化した。

## 歴史
この地域にはかつてミシシッピ文化の祭祀中心地があり、マウンド（寺院や住居、墳墓などのために造られた墳丘）が多数存在した。町の歴史はイリノイ州よりも古く、セントクレア郡が創設された1790年にさかのぼることができる。イーストセントルイスを抱えるセントクレア郡は当時ノースウェスト準州に存在していた2つの郡の1つであった。
19世紀に入ると対岸のセントルイスと並んで、蒸気船による水上交通の要衝として栄えた。やがて鉄道が敷かれると、イーストセントルイスは鉄道関連の産業や製鉄業で栄えた。1926年に国道66号線が開通すると、イーストセントルイスは黄金時代を迎えた。1930年代から1950年代にかけては、イーストセントルイスのダウンタウンにはレストランや劇場、ナイトクラブなどが建ち並んだ。1950年には、イーストセントルイスの人口は82,366人を数え、シカゴ、ピオリア、ロックフォードに次ぐイリノイ州第4の都市となっていた。

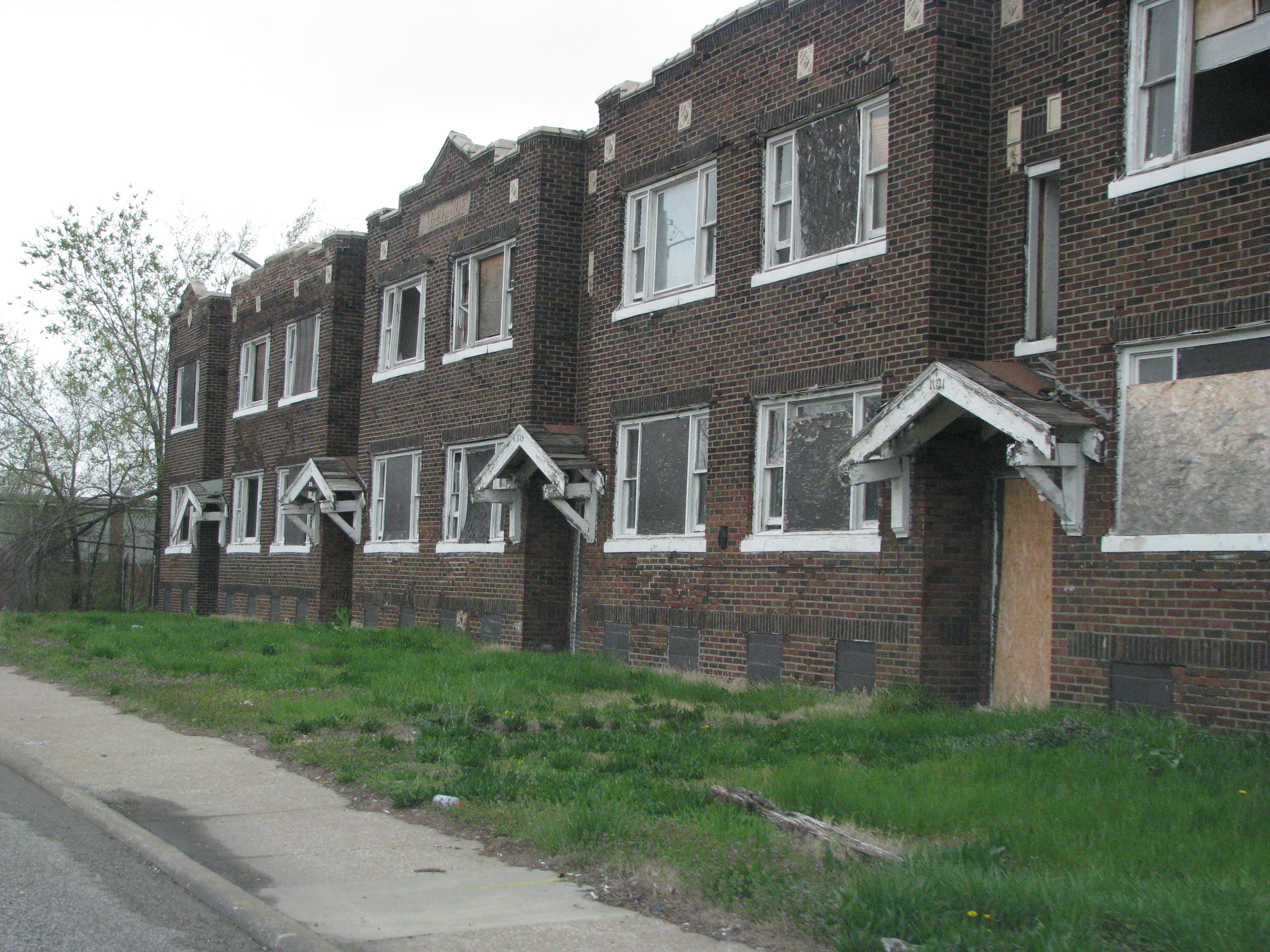
廃墟と化したアパート。このような建物は市内の至るところに建っている。

しかし1950年を境に、イーストセントルイスは凋落への道をたどった。南部からの黒人の流入がピークに達したのもこの頃である。セントルイスの凋落に加えて、1951年に市長に当選したアルビン・フィールズ (Alvin Fields) の失政もあって市の負債は増加し、それに伴って資産税率も上がった。工場は次々と閉鎖して犯罪が増加し、街にはギャングがあふれた。
そこに1960年代後半の公民権運動による暴動が追い討ちをかけた。1971年には初の黒人市長としてジェームス・ウィリアムス (James Williams) が当選するが、市の凋落を止めることはできなかった。
1978年に当選したカール・オフィサー (Carl Officer) は市の状態をさらに悪化させた。下水道の敷設は失敗に終わり、ゴミの収集は給与不払いにより行われなくなった。警察のパトロールも滞った。市民は市を相手取って訴訟を起こすほどであった。

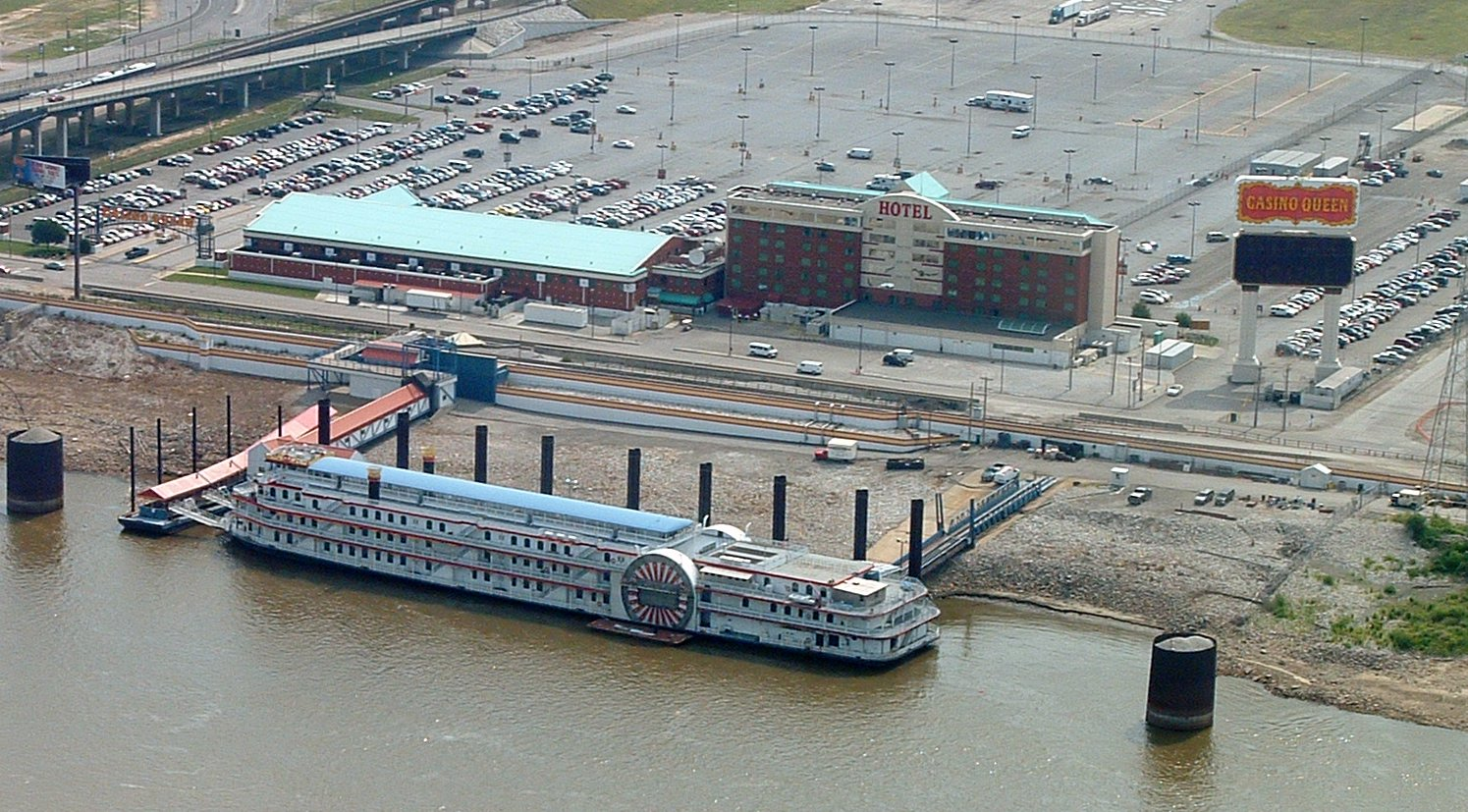
カジノ・クイーン

1991年にはゴードン・ブッシュ (Gordon Bush) が市長に当選した。誘致されたカジノ・クイーン (en:Casino Queen) は、イーストセントルイスにとってはおよそ30年ぶりの税収源であった。また、ゲートウェイ・ガイザーの建設とメトロリンクの開通も経済の立て直しに貢献すると期待された。
しかし、企業のオフィスや大規模商業施設の誘致はその後も成功せず、人口は全盛期に比較して半分以下にまで減少し、今もなお減り続けている。
2020年の国勢調査では、イーストセントルイスの総人口の約96%はアフリカ系の住民で占められており、市の総人口の1/3が貧困層である。市の全域にわたってスラム化が進行し、廃墟や空き地も目立つ。最盛期に建設されたダウンタウンの美しかった歴史的建造物も朽ち、廃墟と化し、やがては無くなろうとしている。また、同市の犯罪発生率は全米最悪の水準である。

## 地理
イーストセントルイスは、北緯38度36分56秒 西経90度7分40秒 / 北緯38.61556度 西経90.12778度に位置している。セントルイスはミシシッピ川をはさんだ対岸に位置する。
アメリカ合衆国統計局によると、イーストセントルイス市は総面積37.22km2（14.37mi2）である。このうち36.24km2（13.99mi2）が陸地で0.98km2（0.38mi2）が水域である。総面積の2.56%が水域となっている。
イーストセントルイスの気候は温暖な夏と寒い冬に特徴付けられる。1954年7月14日、イーストセントルイスの気温は摂氏48度（華氏117度）を記録した。これはイリノイ州の観測史上最高気温である。

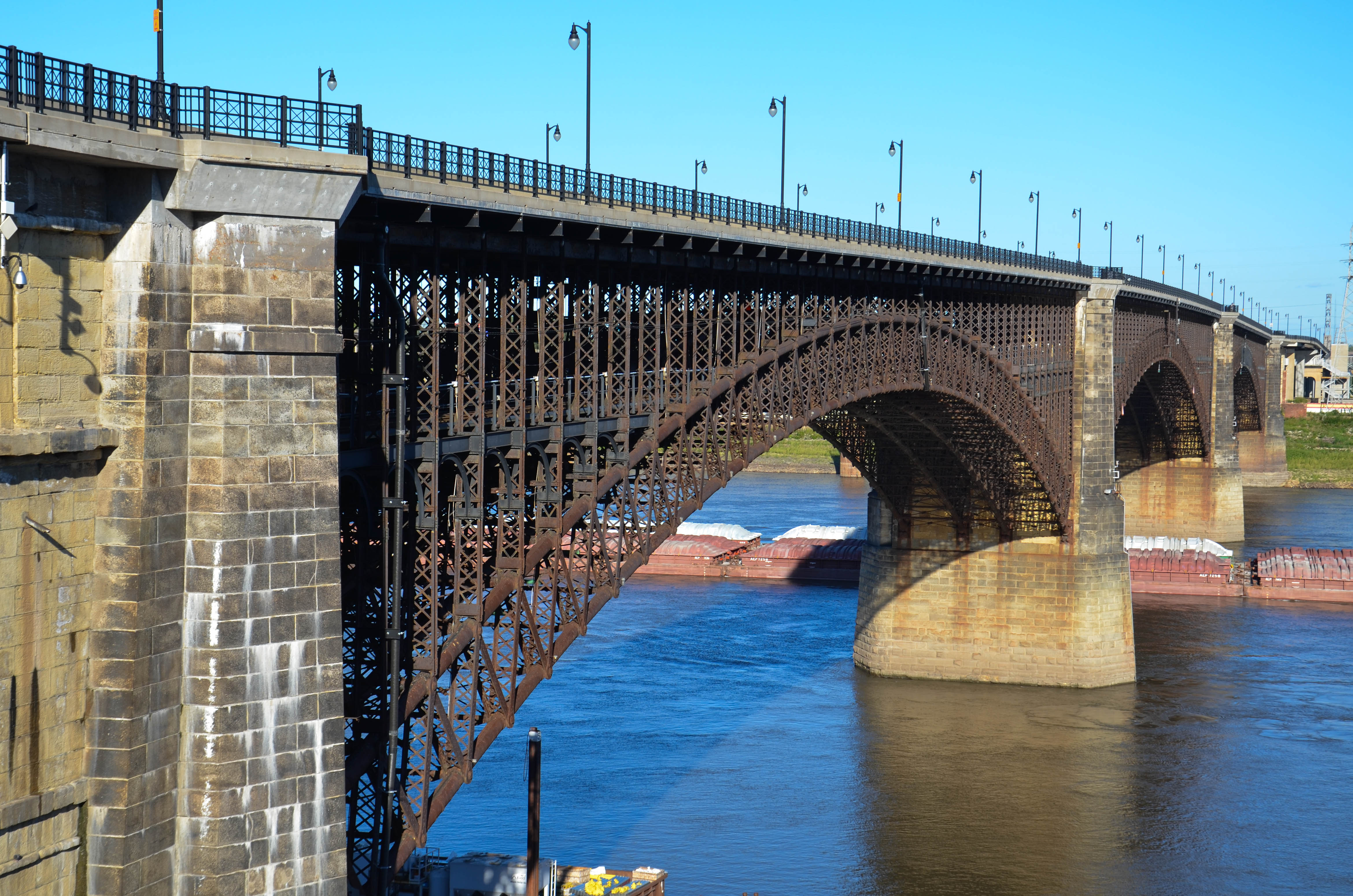
イーズ橋とミシシッピ川

## 犯罪
イーストセントルイス市の犯罪発生率は全米最悪の水準である。2007年の連邦捜査局のデータによると、イーストセントルイスの殺人発生率は人口10万人あたり101.9件を記録し、全米平均の約18倍で、ゲーリー（73.2件）、カムデン（53.2件）、ヤングスタウン（51.5件）、デトロイト（45.8件）、ボルチモア（45.2件）、コンプトン（38.5件）、ワシントンD.C.（30.8件）といった殺人で悪名の高い都市における発生率をしのぐ。また、強姦発生率は人口10万人あたり260件を超え、全米平均の約9倍に達する。
以下は、モーガン・クイットノー社の「全米の危険な都市」ランキングにおいて集計対象となっている6犯罪について、イーストセントルイスおよびセントルイスでの発生率を全米平均と比較した対照表である。
| 犯罪名     | イーストセントルイス | セントルイス | 全米平均 |
| ---------- | -------------------- | ------------ | -------- |
| 殺人       | 101.9                | 39.6         | 5.7      |
| 強姦       | 261.5                | 73.2         | 30.5     |
| 強盗       | 1,314.2              | 792.9        | 148.4    |
| 傷害       | 5,983.4              | 1,292.4      | 287.4    |
| 夜盗       | 2,231.1              | 2,093.4      | 726.0    |
| 自動車窃盗 | 2,407.6              | 1,804.2      | 364.6    |

## 交通
セントルイスの都市鉄道であるメトロリンクは、イーストセントルイス市内に4駅を有している。
- イースト・リバーフロント駅 (East Riverfront)
- フィフス・アンド・ミズーリ駅 (5th and Missouri)
- エマーソン・パーク駅 (Emerson Park)
- JJKセンター駅 (JJK Center)

メトロリンクはセントルイスのダウンタウンやセントルイス・ワシントン大学を通り、セントルイス・ランバート国際空港へと通じている。
市内では州間高速道路55号線、州間高速道路64号線、州間高速道路70号線の3本の州間高速道路が交わる。これらの高速道路はイーストセントルイスで1本の道となり、ミシシッピ川を渡ってセントルイスへと通じている。

## 名所

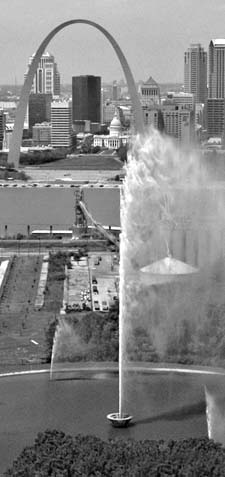
ゲートウェイ・ガイザー
対岸のセントルイスのゲートウェイ・アーチと対をなすように設計された噴水。世界で2番目に高い噴水で、高さ192メートル（630フィート）まで噴き上がる（世界一はサウジアラビアのジッダに存在するファハド王の噴水であり、その高さは260メートル〈853フィート〉、もしくは312メートル〈1,024フィート〉に達する）。
カジノ・クイーン (Casino Queen)
ミシシッピ川の河岸に位置するカジノつきのホテル。川越しにセントルイスのダウンタウンを望むことができる。メトロリンク（後述）のイースト・リバーフロント駅に隣接している。

## 人口推移
以下にイーストセントルイス市における1870年から2020年までの人口推移をグラフおよび表で示す。
| 統計年 | 人口     |
| ------ | -------- |
| 1870年 | 5,044人  |
| 1880年 | 9,185人  |
| 1890年 | 15,169人 |
| 1900年 | 29,734人 |
| 1910年 | 58,540人 |
| 1920年 | 66,785人 |
| 1930年 | 74,397人 |
| 1940年 | 75,603人 |
| 1950年 | 82,366人 |
| 1960年 | 81,728人 |
| 1970年 | 70,029人 |
| 1980年 | 55,239人 |
| 1990年 | 40,921人 |
| 2000年 | 31,542人 |
| 2010年 | 27,006人 |
| 2020年 | 18,469人 |

## 註
1. 1 2  QuickFacts: East St. Louis city, Illinois. U.S. Census Bureau. 2020年.
2. 1 2  Table 18. Population of the 100 Largest Urban Places: 1950. U.S. Census Bureau. 1998年6月15日.
3. ↑  East St. Louis, Illinois. City-Data.com.
4. ↑  St. Louis, Missouri. City-Data.com.
5. ↑  Table 1: Crime in the United States. Federal Bureau of Investigation. 2010年9月.
6. ↑  Gibson, Campbell. Population of the 100 Largest Cities and Other Urban Places in the United States: 1790 to 1990. US Census Bureau. 1998年6月.